# Parc national de Cát Tiên
Le parc national de Cat Tien ou parc national de Cát Tiên (Vườn quốc gia Cát Tiên) est un parc national situé sur les provinces de Dong Nai, Lam Dong et Binh Phuoc au Viêt Nam. 

## Géographie
Le parc est divisé en deux aires, Cat Loc au Nord et Nam Cat Tien au sud, la superficie totale est de 71 920 ha.
Le parc abrite plus de 1 610 plantes différentes, 105 espèces de mammifères, 351 espèces d'oiseaux, 120 espèces de reptiles et d'amphibiens, 130 espèces de poissons d'eau douce et plusieurs centaines d'espèces de papillons et d'insectes. Le parc était très connu pour sa petite population de Rhinocéros de Java,, qui a été officiellement déclarée éteinte en 2011. Néanmoins, le parc accueille également de nombreux autres animaux en danger comme le Gibbon noir, le gibbon Nomascus gabriellae et le Douc à pattes noires. La Panthère nébuleuse est également présente dans le parc,.

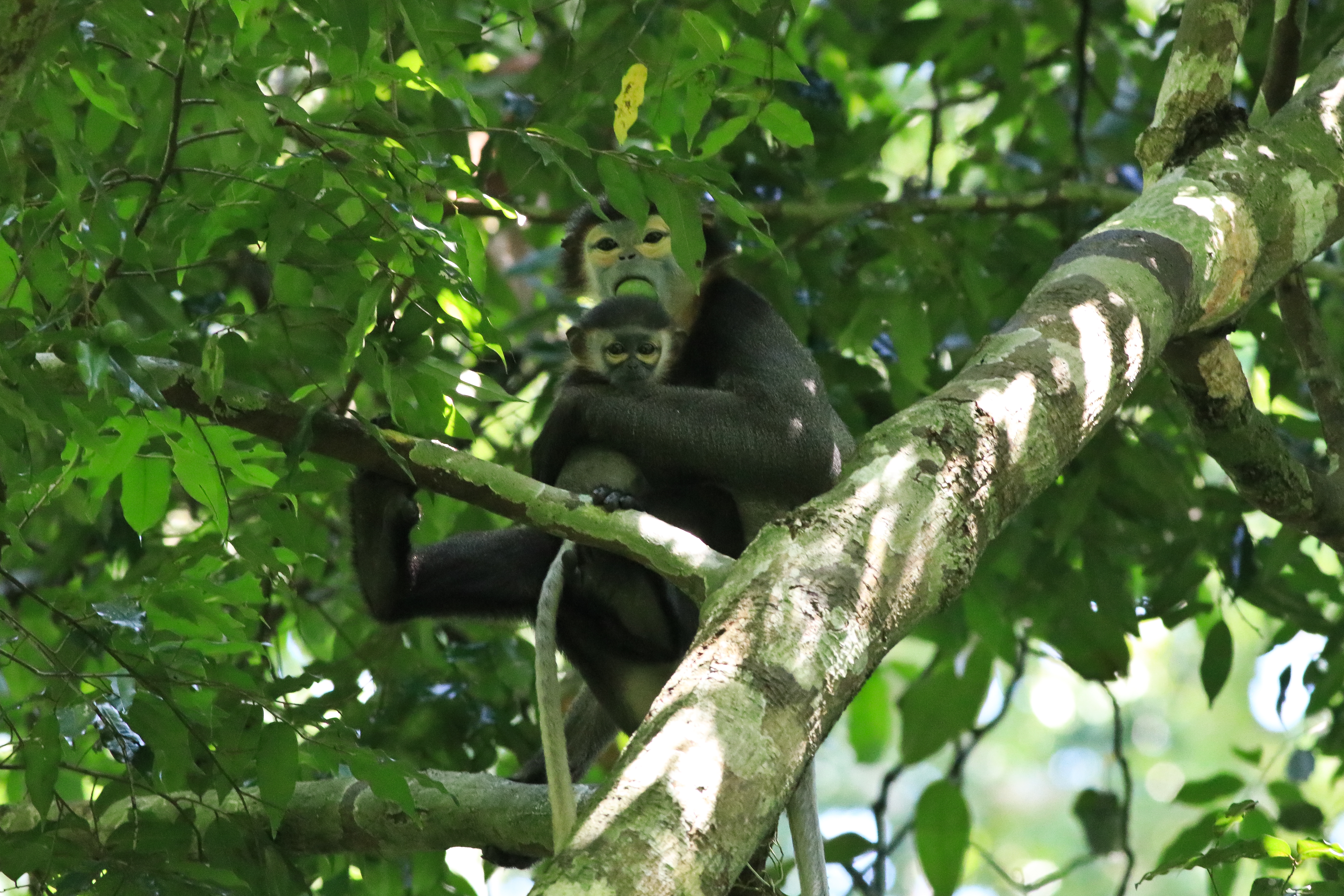
Douc à pattes noires femelle et son petit

Le parc est créé en 1998 par la fusion de trois aires protégées :
- Les aires protégées de Nam Cat Tien et Tay Cat Tien créées 1978 ;
- La réserve de rhinocéros de Cat Loc créée en 1992.

Le parc a été également classé par l'Unesco en tant que réserve de biosphère en 2001 et il est reconnu site Ramsar pour l'importance de ses zones humides depuis 2005.